# Spirinia similis
Spirinia similis är en rundmaskart som först beskrevs av Nathan Augustus Cobb 1898.  Spirinia similis ingår i släktet Spirinia och familjen Desmodoridae. Inga underarter finns listade i Catalogue of Life.